# Cryptobatrachus conditus
Espèce
Statut de conservation UICN

 DD  : Données insuffisantes
Cryptobatrachus conditus est une espèce d'amphibiens de la famille des Hemiphractidae.

## Répartition
Cette espèce est endémique du département de Norte de Santander en Colombie. Elle se rencontre à Bucarasica vers 1 030 m sur le versant Est de la Serranía de Perijá.
Sa présence est incertaine au Venezuela.

## Publication originale
- Lynch, 2008 : A taxonomic revision of frogs of the genus Cryptobatrachus (Anura: Hemiphractidae). Zootaxa, no 1883, p. 28–68.